# Muhamed Demiri
Muhamed Demiri (Macedonisch: Мухамед Демири) (Bern, 20 november 1985) is een Zwitsers/Macedonisch voetballer die speelde als middenvelder.

## Carrière
Demiri speelde heel zijn carrière in Zwitserland en werd er ook geboren maar speelde als internationaal voor Noord-Macedonië. Hij maakte zijn profdebuut voor Concordia Basel in 2004 en speelde er tot in 2009. Van 2009 tot 2013 speelde hij voor FC Thun, waar hij een vaste waarde was gedurende zijn tijd bij de club. Hij speelde daarna nog twee seizoen op het hoogste niveau bij FC St. Gallen.
Hij speelde tussen 2016 en 2018 voor FC Schaffhausen en BSC Old Boys.
Hij speelde 25 interlands voor Noord-Macedonië waarin hij niet kon scoren.